# Catonephele acontius
Espèce
Catonephele acontius  est une espèce de papillons de la famille des Nymphalidae, sous famille des Biblidinae, tribu des Biblidini, sous tribu des Epicaliini et genre Catonephele. C'est l'espèce type pour le genre.

## Description
Catonephele acontius est un grand papillon d'une envergure d'environ 57 mm aux ailes antérieures à apex coupé et bord externe concave qui présente un grand dimorphisme sexuel. Chez le mâle, le dessus est de couleur noire avec une large bande jaune orangé allant du milieu du bord interne des ailes antérieures à l'aire postdiscale en e4 et aux ailes postérieures de e5 au milieu du bord interne, ce qui donne sur le papillon posé une barre droite continue car la partie postérieure du corps est elle aussi de couleur orange. Cette bande jaune orangé continue transversale, lorsque le mâle est au repos, constitue ainsi un signal dissuasif à l'égard des prédateurs.
Chez la femelle le dessus est noir marqué de lignes de gros points blancs, aux ailes antérieures deux parallèles au bord costal et aux ailes postérieures deux dont une en continuité avec l'aile antérieure et une ligne submarginale.
Le revers est beige doré.

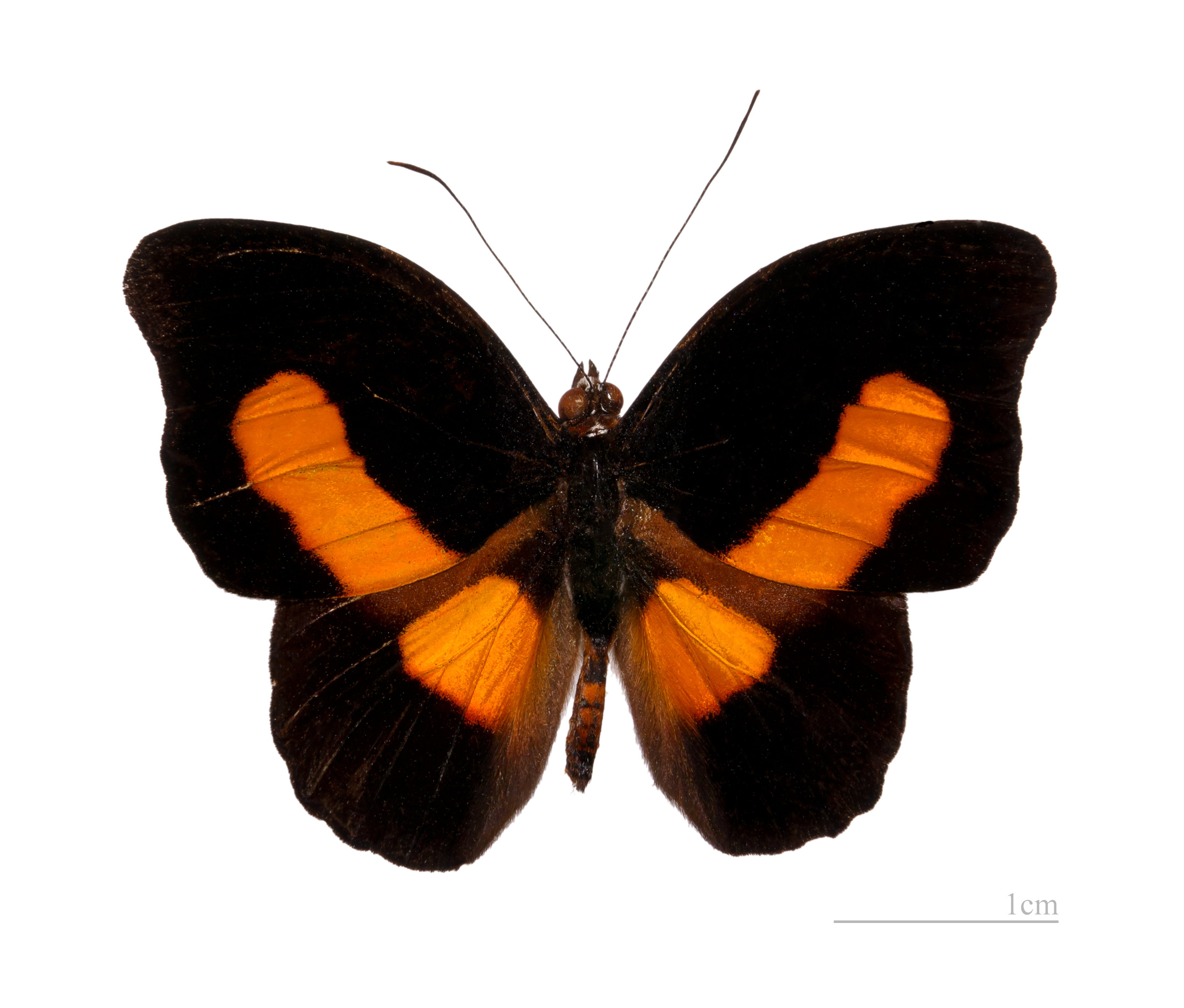
Catonephele acontius acontius ♂ Vue dorsale
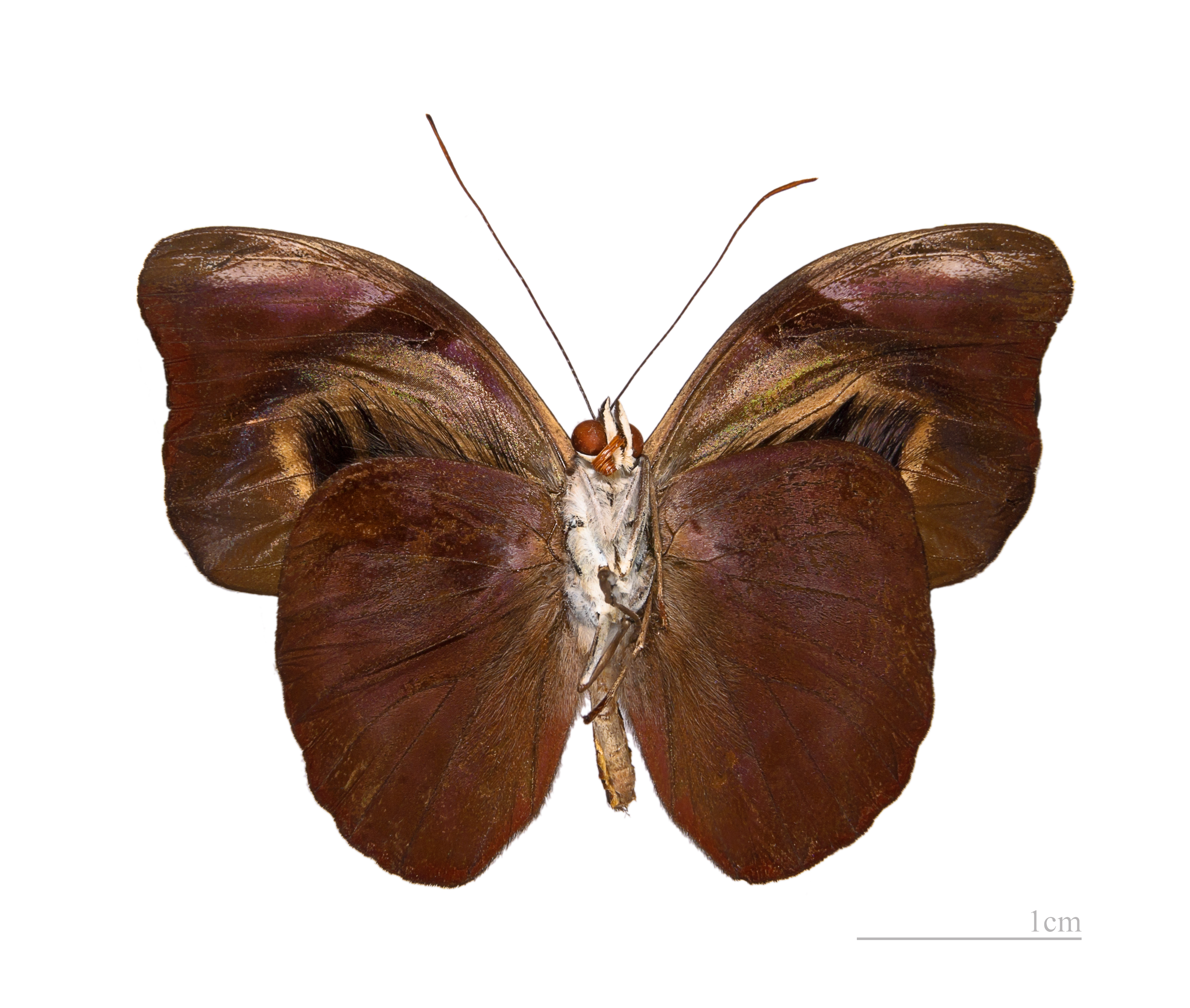
Catonephele acontius acontius ♂ △ - Vue ventrale
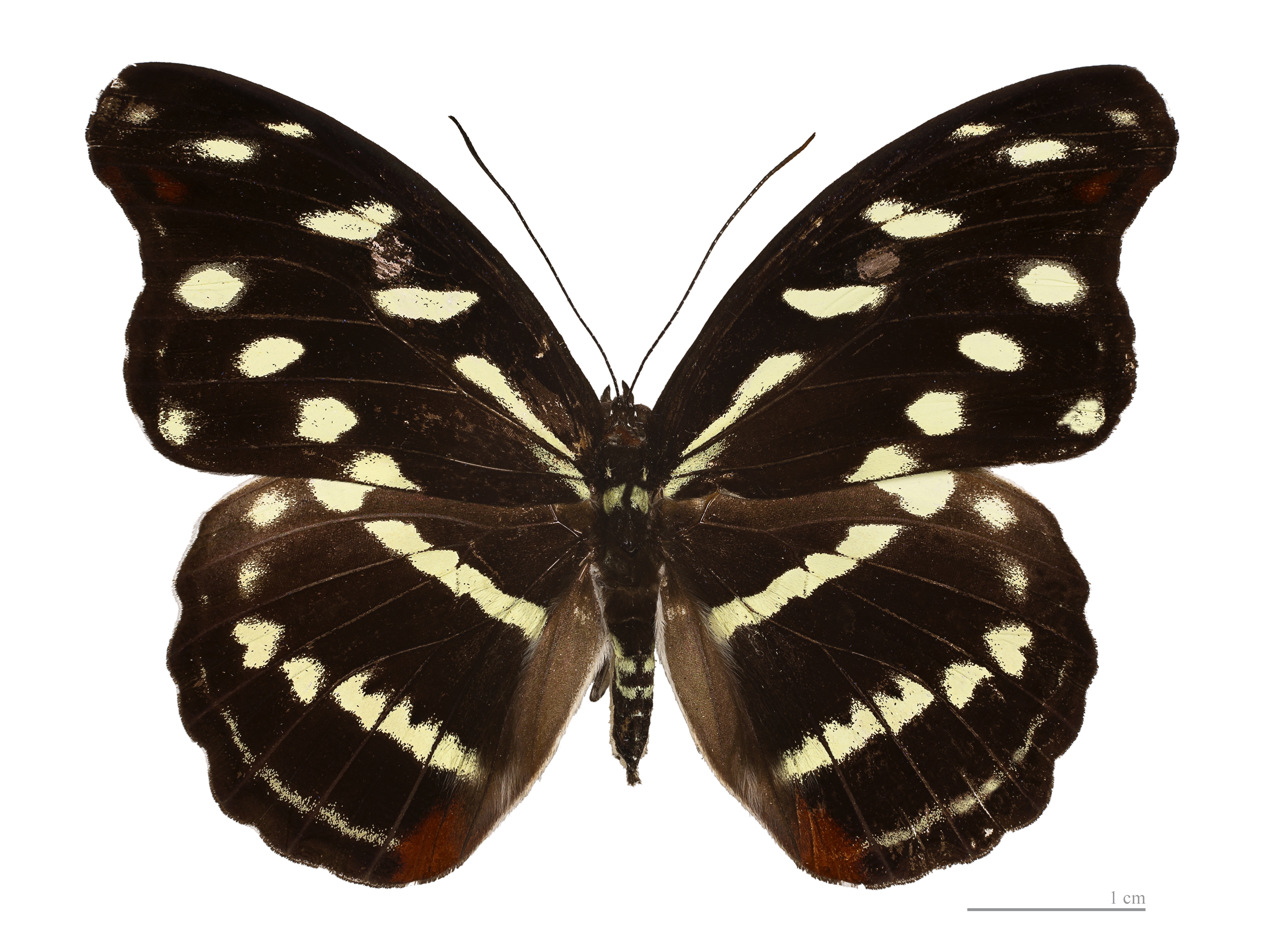
Catonephele acontius acontius ♀ Vue dorsale
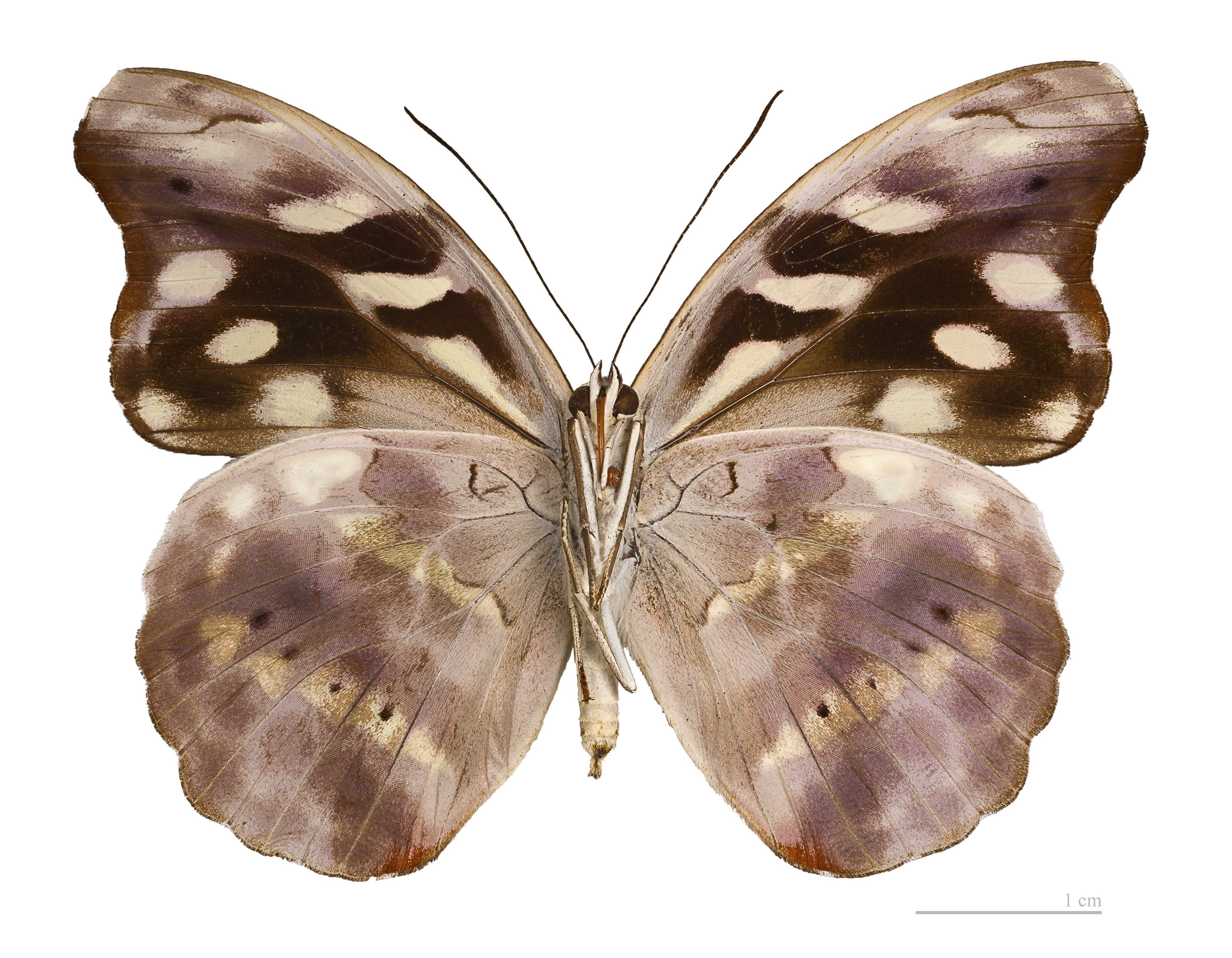
Catonephele acontius acontius ♀ △ - Vue ventrale

## Répartition et habitat
Répartition
Catonephele acontius acontius est présent en Guyane, au Surinam, au Brésil (Amazonie), en Équateur, en Colombie, et au Paraguay alors que Catonephele acontius caeruleus est endémique de la
Bolivie,.
Habitat
Forêt humide.

## Systématique
Catonephele acontius  a été décrit par le naturaliste suédois Carl von Linné en 1771 sous le nom initial de Papilio acontius révisé de nos jours sous le nom de Catonephele acontius.

### Synonymie
Papilio acontius (Linné, 1771) Protonyme

## Taxinomie
Il existe deux sous-espèces
- Catonephele acontius acontius

Synonymie pour cette sous espèce :
Papilio medea (Fabricius, 1775)
Papilio chione (Cramer, 1776)
Papilio eupalemon (Cramer, 1777)
Catonephele eupalemaena (Hübner, 1819)
Catonephele acontius exquisitus (Stichel, 1899)
- Catonephele acontius caeruleus (Jenkins, 1985)

### Noms vernaculaires
Catonephele acontius se nomme Acontius Firewing en anglais.

## Catonephele acontiuset l'Homme

### Protection
Pas de statut de protection particulier.